# Ползуновидные
Ползунови́дные (лат. Anabantoidei), ранее лабиринтовые (лат. Labyrinthici), — подотряд лучепёрых рыб отряда анабасообразных (Anabantiformes), которые имеют лабиринтовый орган, позволяющий рыбам дополнительно дышать атмосферным кислородом. Преимущественно пресноводные рыбы с прерывистым африканско-азиатским распространением; отсутствуют на Мадагаскаре. Обладают широким разнообразием морфологических и поведенческих признаков.

## Общая характеристика

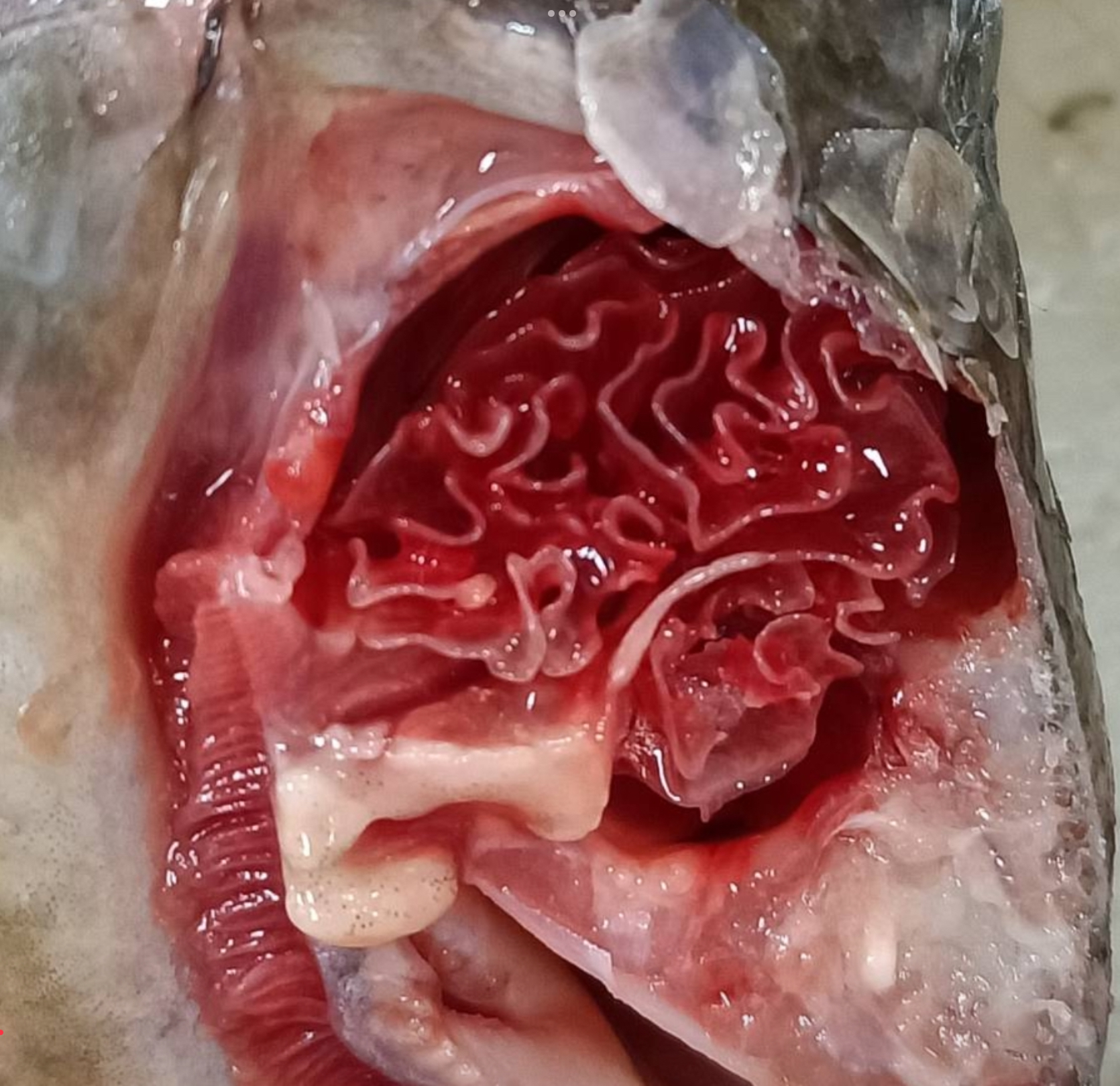
Лабиринтовый орган анабаса

Лабиринтовый орган представляет собой систему пластин, пронизанных кровеносными сосудами и расположенную в наджаберной полости. Дополнительное дыхание даёт им возможность существовать в малых количествах воды, в условиях недостатка кислорода в воде и плохом качестве воды. В то же время дополнительное дыхание является необходимым, и рыбы, лишённые доступа к поверхности, могут погибнуть от удушья.
Взрослые рыбы варьируют по длине — от 19 мм (Parosphromenus ornaticauda) до 70 см (гигантские гурами рода Osphronemus).
Лабиринтовые довольно неприхотливы и вместе с тем отличаются красотой и интересным поведением. Поэтому они являются одними из самых популярных аквариумных рыб.

## Генетика
Молекулярная генетика
- Депонированные нуклеотидные последовательности в базе данных EntrezNucleotide, GenBank, NCBI, США: 1922 (по состоянию на 17 февраля 2015).
- Депонированные последовательности белков в базе данных EntrezProtein, GenBank, NCBI, США: 1319 (по состоянию на 17 февраля 2015).

Бо́льшая часть депонированных последовательностей принадлежит бойцовой рыбке (Betta splendens) — генетически наиболее изученному представителю данного подотряда.
Филогенетика
Гены митохондриальной ДНК, включая цитохром b, 12S рРНК, тРНК валина (tRNA Val) и 16S рРНК, были секвенированы у 57 видов, представляющих 19 родов лабиринтовых рыб, — от Luciocephalus pulcher до Betta и Trichopterus. Дополнительно у 21 вида получены частичные последовательности ядерного гена RAG1.
Исследование подтвердило классификацию рода Luciocephalus (имеющего спорное таксономическое положение) вместе с Parasphaerichthys, Ctenops и Sphaerichthys, характеризующихся спирально-ребристой поверхностью икринок, в подсемействе люциоцефалин (Luciocephalinae). Определены филогенетические взаимоотношения четырёх подсемейств — осфронемин (Osphroneminae), белонтиевых (Belontiinae), макроподовых (Macropodusinae) и люциоцефалин (Luciocephalinae) — в семействе макроподовых (Osphronemidae). В частности, показано, что Belontiinae более близки Osphroneminae, а Luciocephalinae расположены ближе к Macropodusinae.

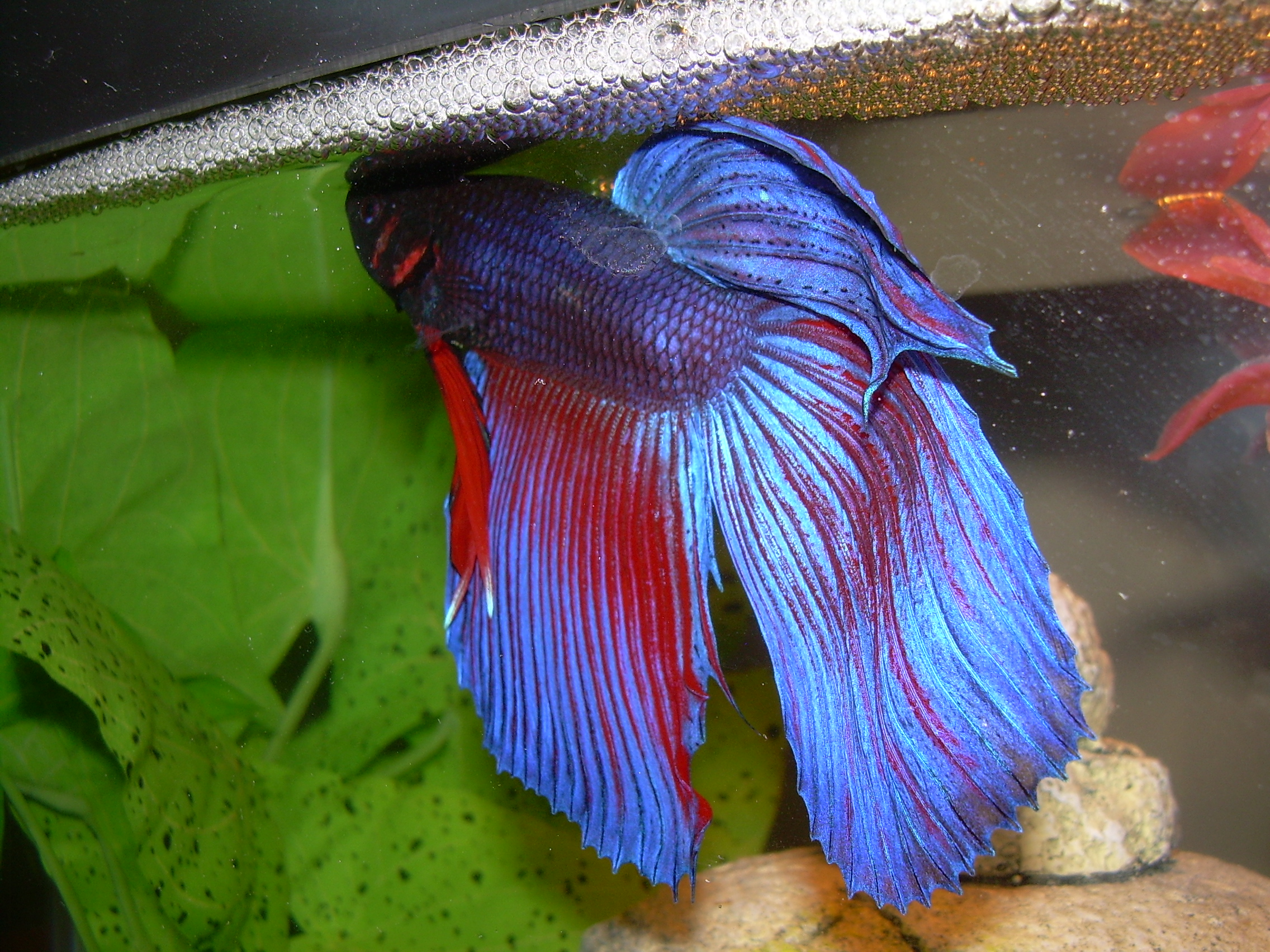
Бойцовая рыбка (Betta splendens)
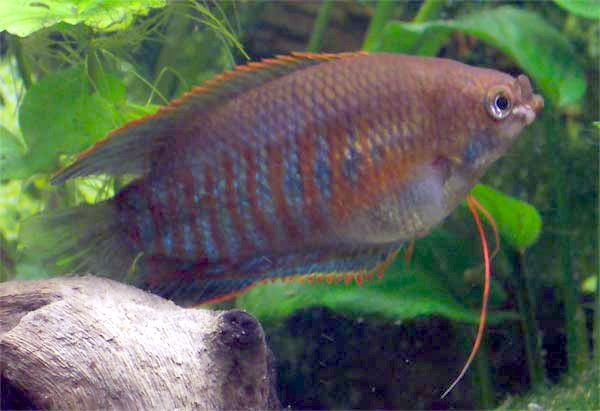
Лябиоза (Trichogaster labiosus)
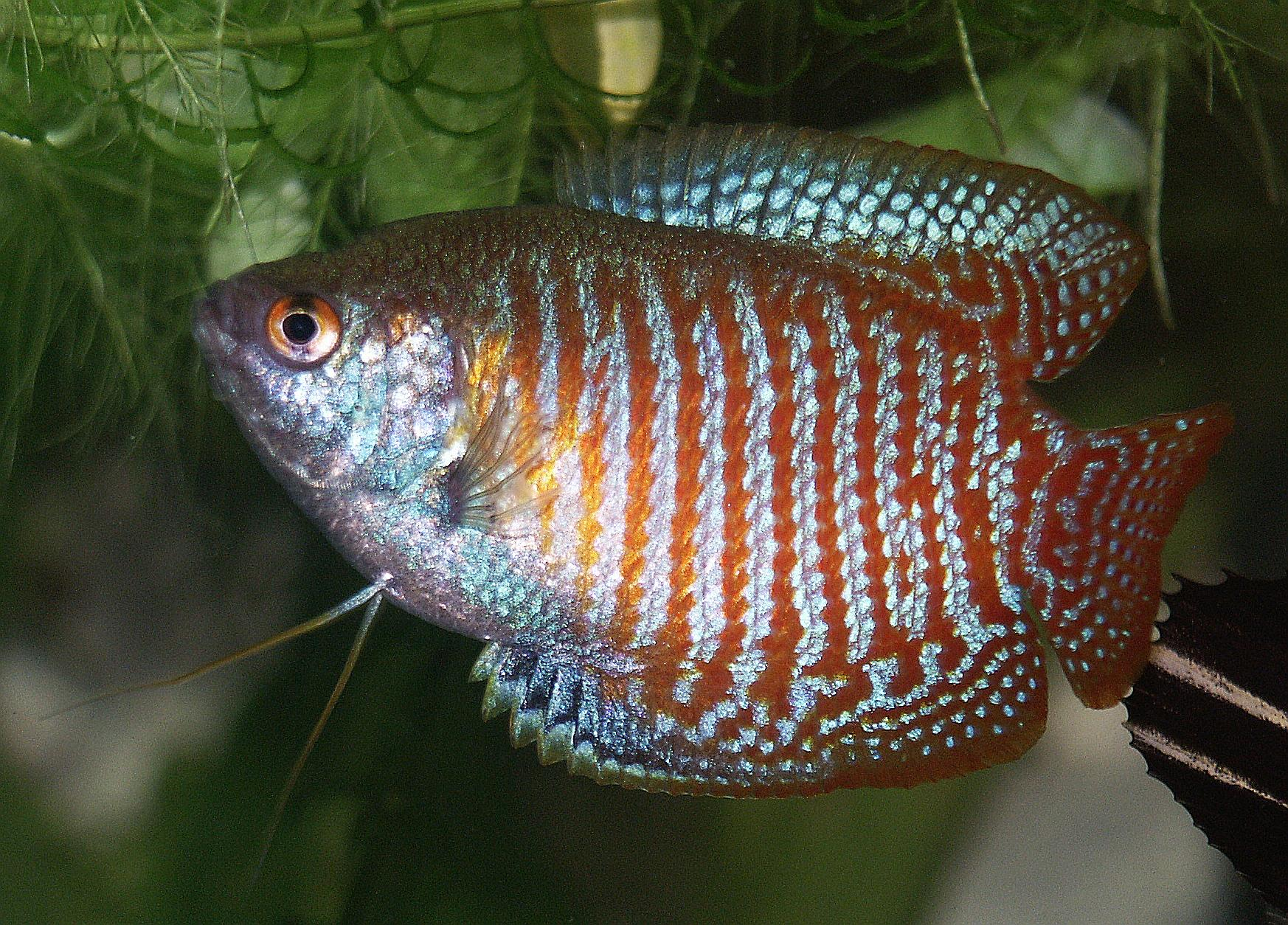
Лялиус (Colisa lalia)
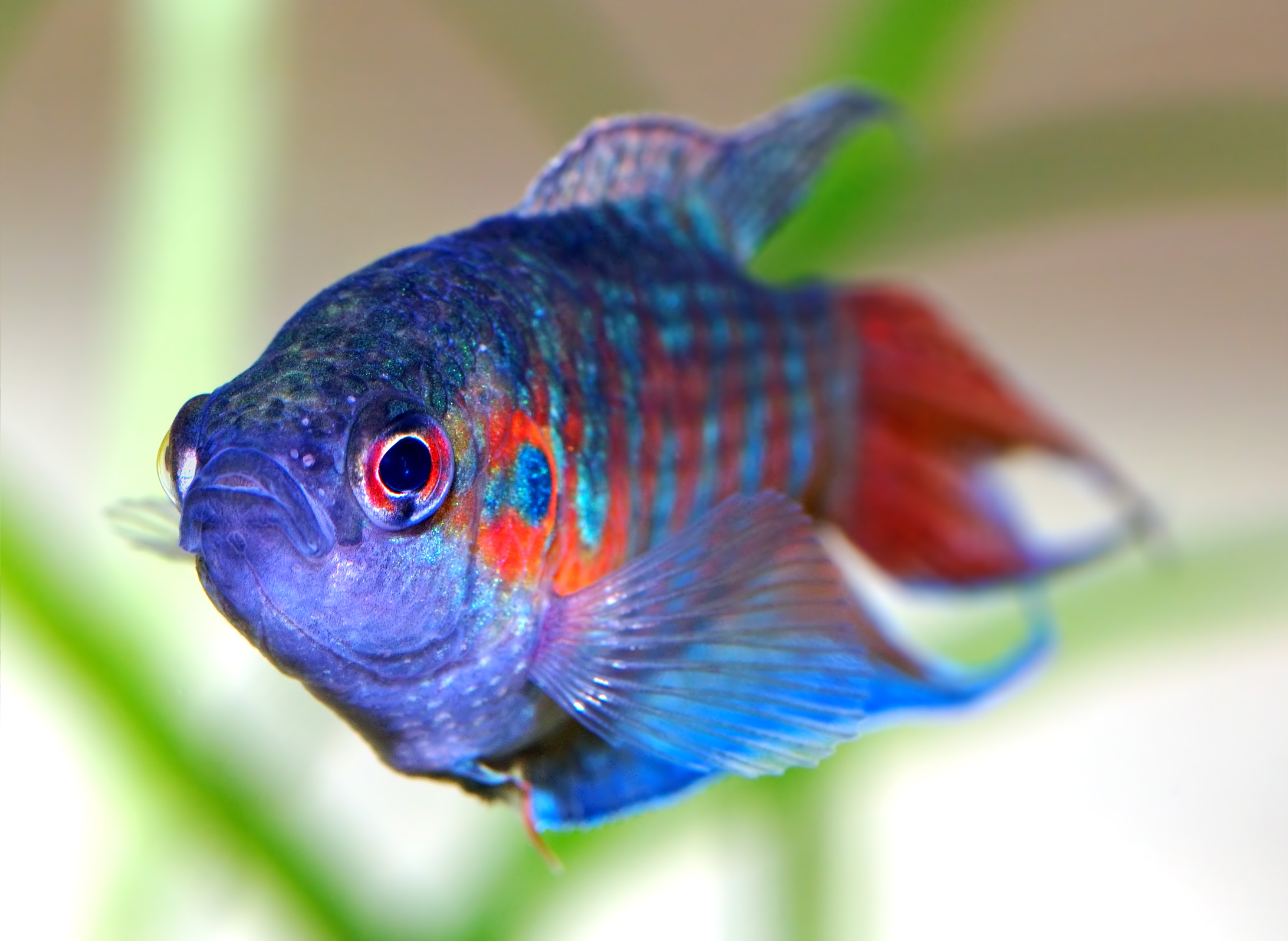
Макропод (Macropodus opercularis)
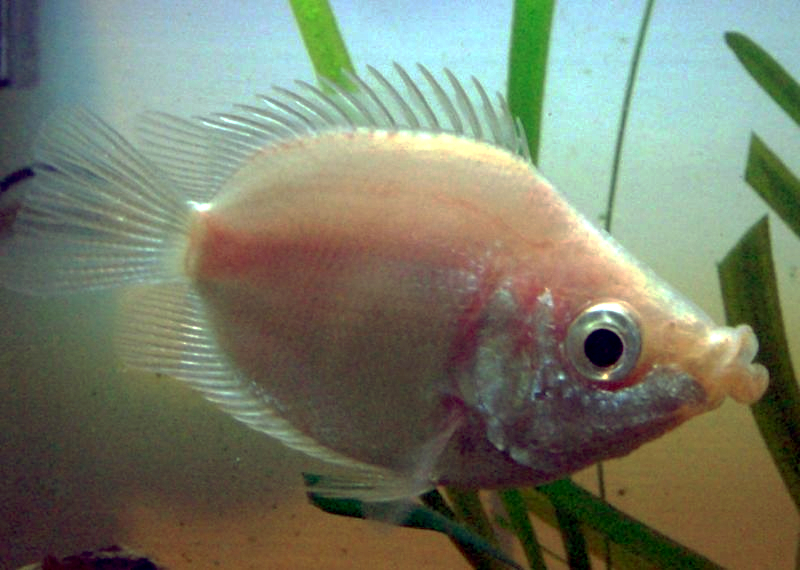
Целующийся гурами (Helostoma temminkii)
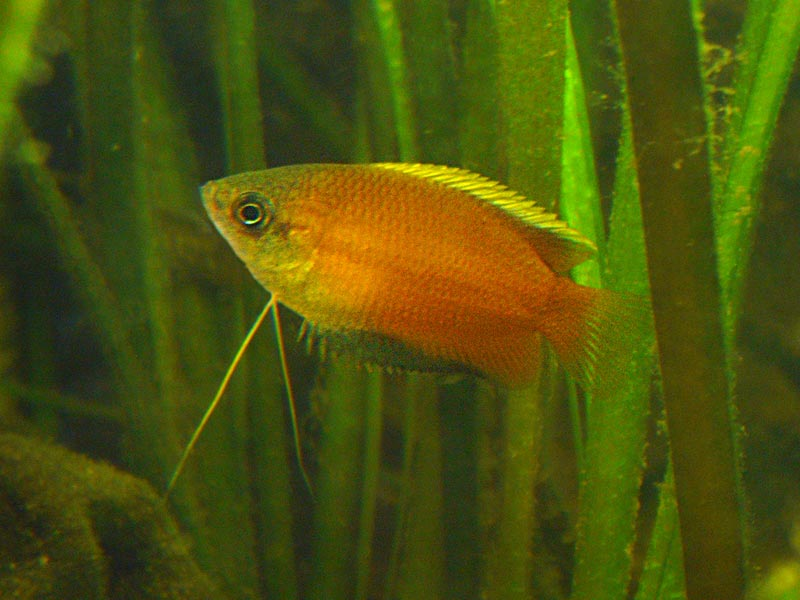
Медовый гурами (Trichogaster chuna)
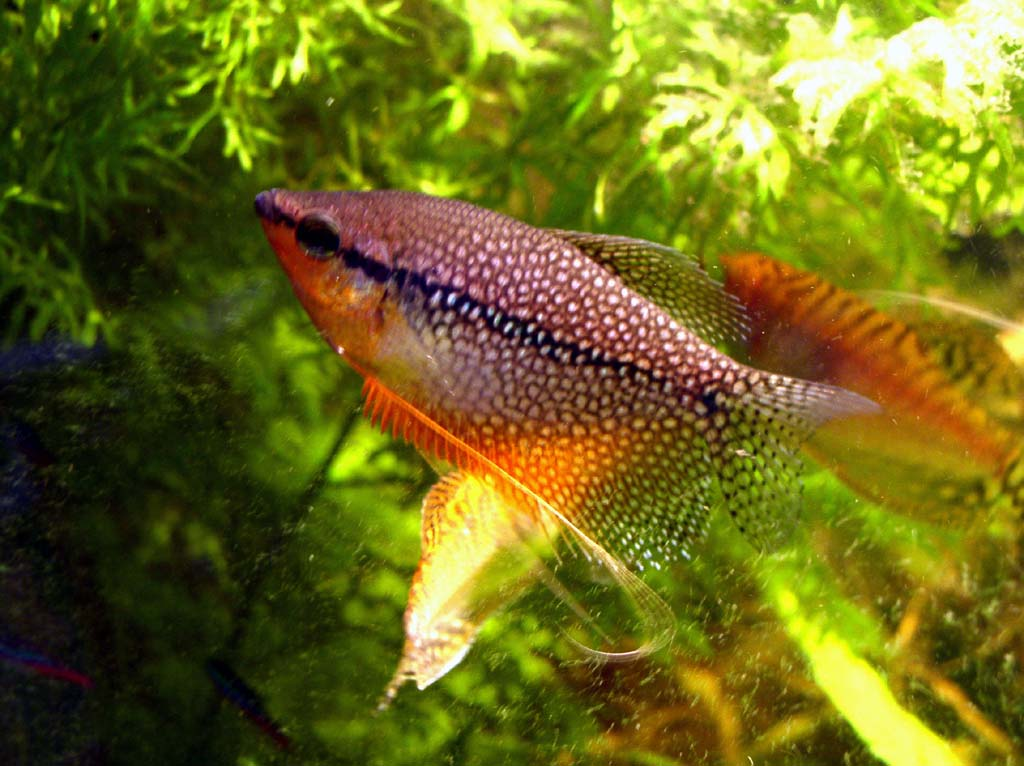
Жемчужный гурами (Trichogaster leerii)
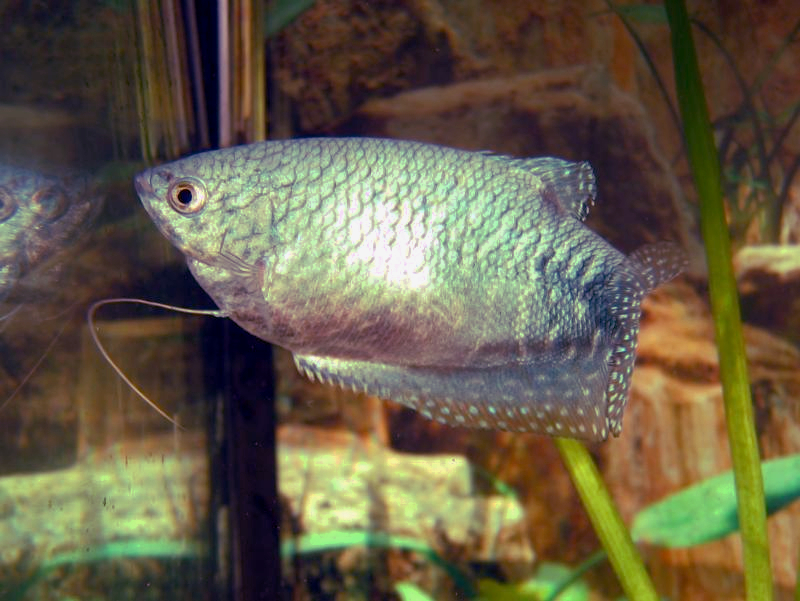
Пятнистый гурами (Trichogaster trichopterus)